# شوتو ناكاهارا
شوتو ناكاهارا (باليابانية: 中原 秀人) (29 أكتوبر 1990 في كاغوشيما في اليابان – )؛ هو لاعب كرة قدم ياباني سابق كان يلعب كلاعب وسط.

## وصلات خارجية
- شوتو ناكاهارا على موقع رابطة كرة القدم اليابانية للمحترفين (اليابانية)
- شوتو ناكاهارا على موقع قاعدة بيانات كرة القدم.إي يو (الإنجليزية)
- شوتو ناكاهارا على موقع Soccerway.com (الإنجليزية)
- شوتو ناكاهارا على موقع عالم كرة القدم.نت (الإنجليزية)